# Longmen Shan
Longmen Shan (kinesiska: 龙门山) (sv: Longmenbergen) är en bergskedja i Kina. Den ligger i provinsen Sichuan, i den centrala delen av landet, 1 300 km sydväst om huvudstaden Peking.
Området är seismiskt aktivit och härbärgerar bland annat Longmen Shan-förkastningen. Bergskedjan ligger på en del av den eurasiska kontinentalplattan som står under press mellan den kolliderande indiska plattan och den betydligt styvare Yangtzeplattan. Detta var platsen för den kraftiga jordbävningen i Sichuan 2008.